# Монські мови

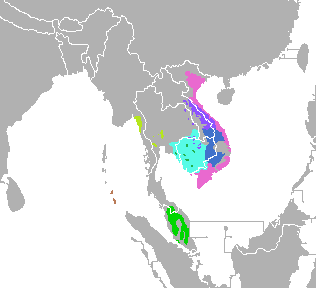
Мапа поширення мон-кхмерських мов:
Монські мови

Мо́нські мо́ви утворюють окрему гілку австроазійських мов. Група включає дві сучасні мови — монську (код ISO 639-3: mnw) та ньякур (Nyah Kur, код ISO 639-3: cbn). Обидві походять від давньомонської мови (код ISO 639-3: omx).
Сьогодні монськими мовами говорять національні меншини у М'янмі та Таїланді. За даними проекту Ethnologue (2017), монська мова нараховувала 851 тис. носіїв, мова ньякур — 1,5 тис. носіїв.
З VI по IX століття на території сучасного Таїланду процвітала могутня монська держава Двараваті. Цивілізація Двараваті склалася під впливом індійської культури, мала свою власну писемність і залишила по собі численні написи санскритом, палі та давньомонською мовою. Суспільство Двараваті раптово зникло з історичної мапи, коли його захопили кхмери, а пізніше колонізували тайці. Останні поглинули значну частину давньомонської культури.
Біженці з Двараваті відновили свою державність на території сучасної М'янми, де сформувалася сучасна монська мова. Частина монського населення, що залишилася в Таїланді, збереглася у вигляді окремих роз'єднаних груп, що розмовляють нині діалектами мови ньякур.